# 柯史莫
柯史莫律师事务所，又译柯拉瓦斯，斯维恩及摩尔律师事务所（Cravath, Swaine & Moore）是一家世界著名的美国律師事務所，成立于1819年，在伦敦有1家分所，总部位於美國纽约市。该律所以其在兼并收购、诉讼等方面的出色业务而闻名。
柯史莫在巴黎及香港（1994至2003）曾经开设过分所，但现已关闭。2022年传出该所将在华盛顿再开设一家分所。
柯史莫的合夥人發展出了律所運營的柯史莫體系。